# Hópehely

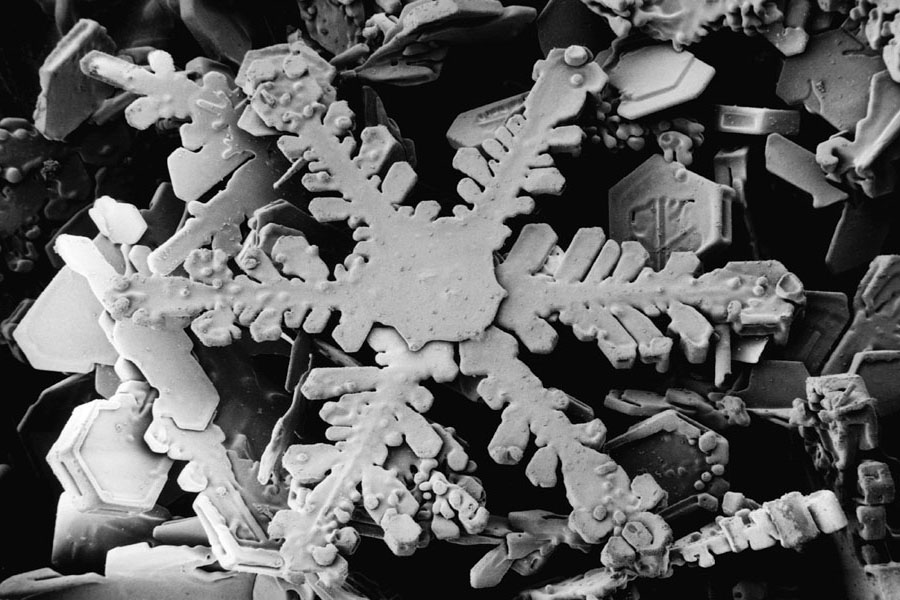
Hópehely elektronmikroszkóp alatt

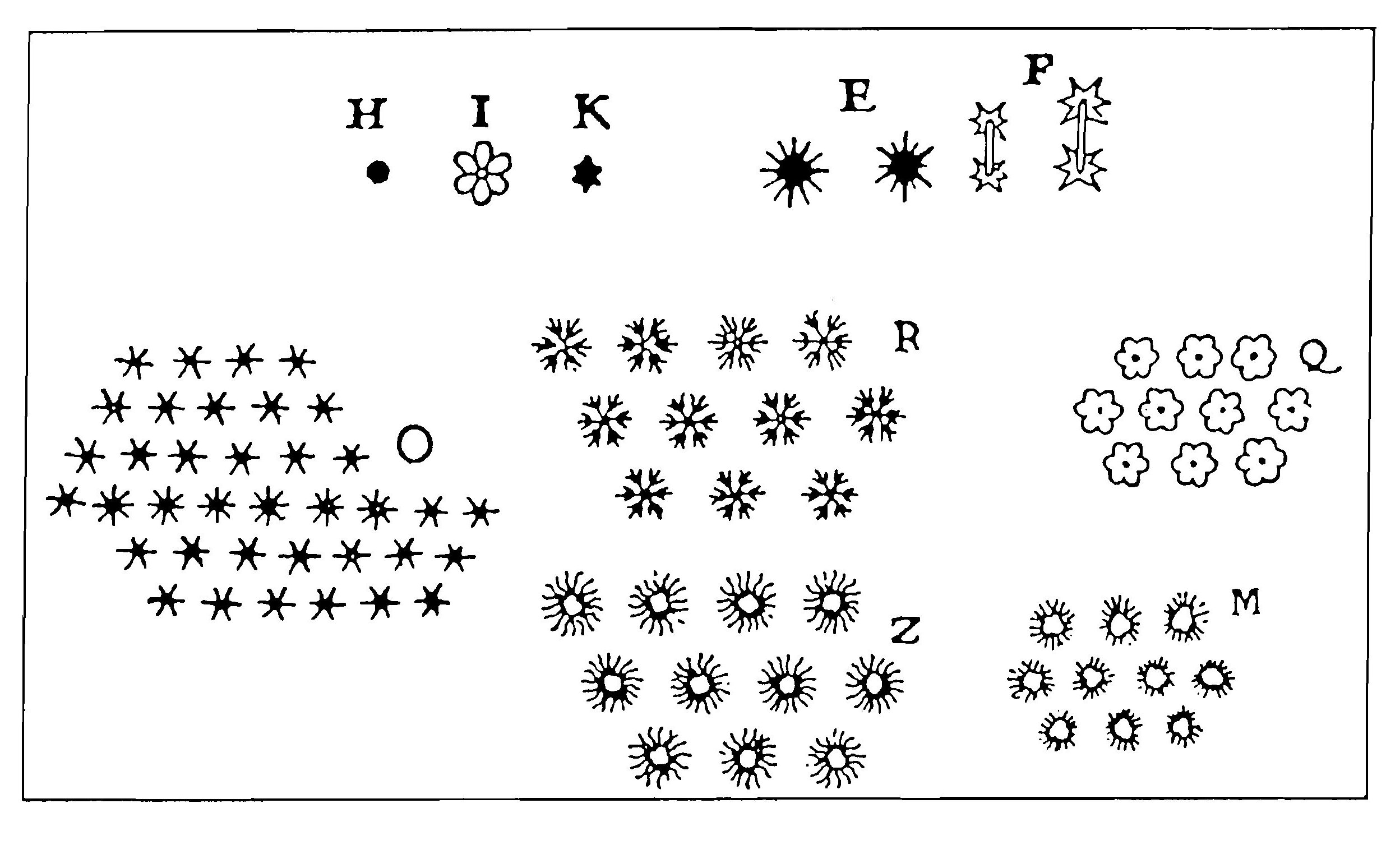
René Descartes egyik vázlatrajza a hópehelyről

A hópehely (a köznyelvben gyakran hópihe) jégkristályok összeállásából keletkezik, amely a Föld légkörében keletkezve hullhat, mint fagyott csapadék. A hópehely keletkezéséhez az szükséges, hogy mikroszkópikus szuperhideg vízcseppek keletkezzenek a felhőkben, amelyek megfagynak. Hópelyhek számos méretben, formában és mintázattal képződhetnek, de mindegyikben azonos a jégkristályok szabályos hatszögalakzata, melyek hatszögletű és hatágú csillaghoz hasonló formákat képeznek. Összetettebb formák akkor jönnek létre, amikor a képződő hópehely több, különböző hőmérsékletű és páratartalmú légtömegeken jutnak át, amelynek következtében minden egyes hókristály egyedi kialakítású. A hópelyhek színe fehér, a megfagyott víz kristályos szerkezetének fényvisszaverő hatása miatt. Ennek oka a hópehelyre vetődő fény szétszórt visszaverődésében keresendő, amely a teljes fényskálát visszaveri az apró és töredezett kristályos felületeiről.

## Kialakulása
Hópelyhek úgy alakulnak ki, hogy a felhőkben lévő fagyáspontjuk közelében lévő apró vízcseppecskék elkezdenek megfagyni. Ezek a cseppek képesek folyékonyak maradni még -18 °C-nál alacsonyabb hőmérsékleten is, mert ahhoz, hogy megfagyjanak a cseppecskék közül néhány molekulának össze kell állnia olyan számvetéssel, hogy az így képződött „atommag” egy „jégsalátához” legyen hasonlatos, majd ezek után a cseppecskék ehhez hozzátapadva fagynak meg. A tapasztalatok azt mutatják, hogy csak a -35 °C alatti hőmérséklet eredményez „homogén” „atommagokat”, melyeket más néven lecsapódási pontoknak is nevezhetünk. Az ennél melegebb felhőkben a páracseppek az „atommagokkal” ugyan kapcsolatba léphetnek, de nem jön létre a folyamat végén a hókristály. Ezek a részecskék jégatommagokat hoznak létre a nagy nedvességtartalmú felhőkben, ám mai napig nem ismert az, hogy mitől válnak ezek a jégatommagok hatékonnyá a hóképzés szempontjából. A porszemcsék, a korom, illetve különféle szerves anyagrészecskék is lehetnek hatékonyak e folyamat során, de, hogy milyen mértékben, az egyelőre még tisztázatlan. 
Mesterséges „atommagokként” lecsapódási pontokat képezhetnek még a felhőkben a légkörbe jutott, vagy juttatott ezüst-jodid és szárazjég, amely a csapadékképződést segítheti elő a felhőgyártás, vagy felhőoszlatás során. 
Amikor egy páracseppecske megfagy a felhőben, akkor elkezd növekedni, mivel a környezete túltelített páracseppekkel és a környezeti hőmérséklet a fagypont alatt van. A cseppek azért kezdenek el hízni, mivel a környező páracseppek a jégkristályhoz jobban vonzódnak (könnyebben lépnek vele kölcsönhatásba). Mivel a felhőkben jóval több páracsepp található, mint jégkristály, ezért, pusztán a bőség okán a kialakult jégkristály képes, akár több mikro-, illetve milliméternyi növekedésre is, a vízcseppek sűrűségének függvényében. Ezt a folyamatot nevezik Wegner–Bergeron–Findeison-folyamatnak. A megfelelő mennyiségű vízcsepp kimerülése, illetve elpárolgásáig tart a jégkristályok növekedése. Ezen nagy kristályok már a csapadékhullás kialakulásához elegendő tömeggel rendelkeznek, melynek okán elkezdenek lehullani, miközben egymással találkozva összeakadnak, illetve egymáshoz tapadnak, amely tovább növeli méretüket. A világon eddig legnagyobb lemért hópelyhek a Guinness Rekordok Könyve szerint 1887-ben hulltak a montanai Fort Keoghban, ahol a megmért hópelyhek állítólag 38 centiméter szélesek voltak.
A hópelyhek összetapadásának pontos folyamata a mai napig is vitatott. A lehetőségek között szerepel, hogy a hókristályok mechanikusan összezárnak, vagy összeragadnak, esetleg elektrosztatikus vonzás lép fel köztük, vagy azért tapadnak egymáshoz, mert felületük nedves. A jégkristályok legtöbbször hatszögletű szimmetriával rendelkeznek. Habár a felhőkben keletkező jég tiszta, a kristályok felületén megtörő fény a színskála minden elemét visszaveri, ezért a hókristályok mindig fehér színűnek látszódnak. A hópelyhek alakja és formája attól függ elsősorban, hogy milyen hőmérsékletű és nedvességtartalmú levegőkörnyezetben keletkeznek. Ritkán háromszögletű, vagy más megfogalmazással élve háromszög-szimmetriájú kristályok is létrejöhetnek, főleg, ha a hőmérséklet -2 °C körül alakul. A hópelyhek általában nem tökéletesen szimmetrikusak, bár a legtöbb képi ábrázolásban a látványosabb hatás kedvéért úgy ábrázolják őket. Gyakorlatilag kizárható annak az esélye, hogy két hókristály azonos kinézetű legyen, mivel egy tipikus hópehely legalább 10 a tizenkilencediken vízmolekulát tartalmaz, amely a különböző környezeti hatások miatt számos, változatos formában és mintázatban vezethet a jégkristályok kialakulásához. 
A hó METAR-kódja az SN, míg a havas eső kódja az SHSN.

## Szimmetria
A nem összetapadt hókristályok gyakran hatszög szimmetriájúak. Ennek eredete az, hogy a jégkristályok alapvetően hatszögletűek. A hatszögletű jégkristályok minden egyes ága külön-külön fejlődik ki. A legtöbb hókristály nem tökéletesen szimmetrikus. Az a mikrokörnyezet, amelyben a jégkristály keletkezik, igen gyorsan változik, ahogyan a hókristály a föld felé hullik, amely hozzájárul ahhoz, hogy a kristályok alkotóelemi másképpen alakulnak ki, illetve más vízcseppekkel is találkozhat útközben. Míg a mikrokörnyezet és annak hatásai gyorsan változnak, addig ettől függetlenül a jégkristályok karjai ugyanúgy alakulnak ki.

## Egyedisége
A hópelyhek széles körű mintázatban és méretben jöhetnek létre, amely alapján gyakran használják azt a kifejezést, hogy nincs két egyforma hópehely. Bár statisztikailag lehetséges volna, eléggé valószínűtlen annak az esélye, hogy a különböző környezeti hatások által formált hókristályok azonos alakban jelenjenek meg. Wilson Alwyn Bentley 1885-től kezdve több ezer hókristályt fotózott le mikroszkóp alatt, amely kutatás eredményeként ismerünk manapság ennyi hókristály formát.

Stilizált hópehelyszimbólum

## Használata, mint szimbólum
A hópelyhek ábrázolása igen nagy hagyományokra tekint vissza elsősorban a karácsonyi ünnepkörhöz köthetően, különösen Európában és az Egyesült Államokban, mint a fehér karácsony megtestesítője. Ebben az időszakban szoktak összehajtogatott papírdarabokból ollóval különféle mintázatokat kivágni, majd a papírlapot újra széthajtogatják és készen is van a hópehely. 
A hópehely ábra általánosan elterjedt és közkedvelt a különféle hűtési technológiákkal foglalkozó gyártók, mint például hűtőszekrény- és légkondicionáló gyártók körében, mint a hidegebb fokozatok jelzése.

## Galéria
Válogatás Wilson Alwyn Bentley (1865–1931) fotósorozatából:

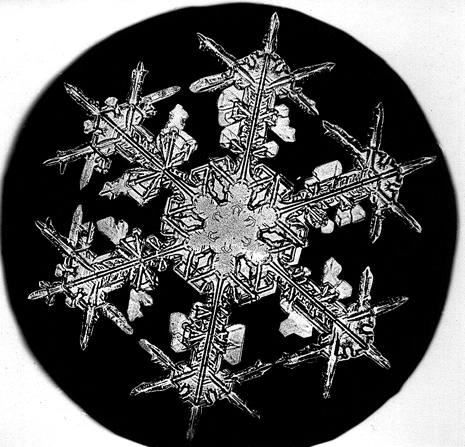
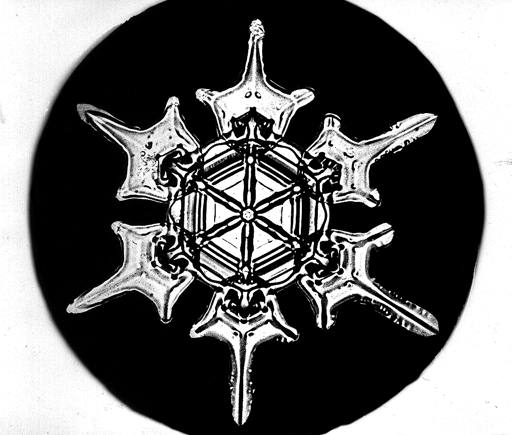
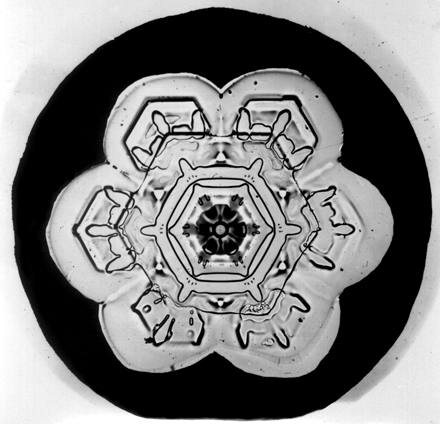
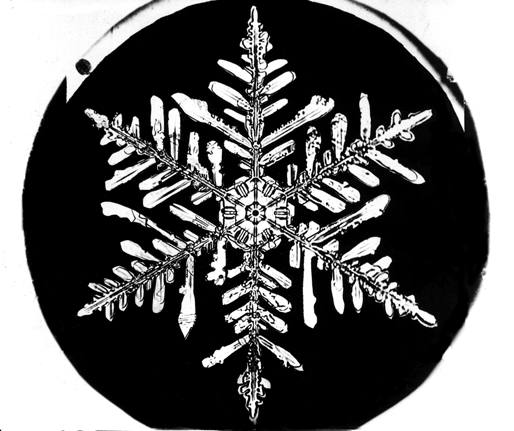
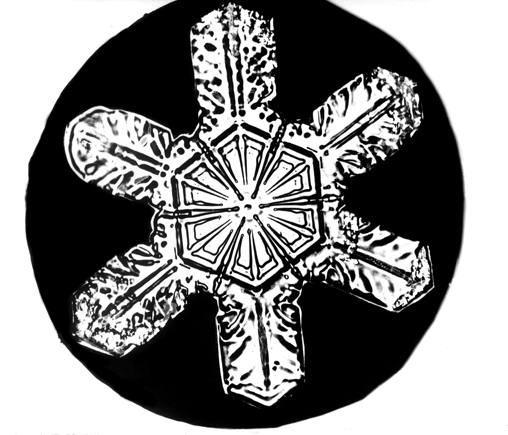
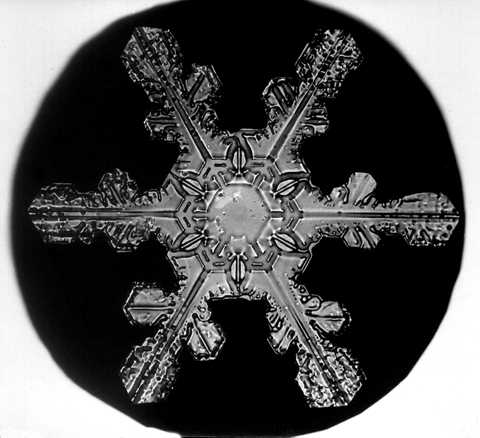
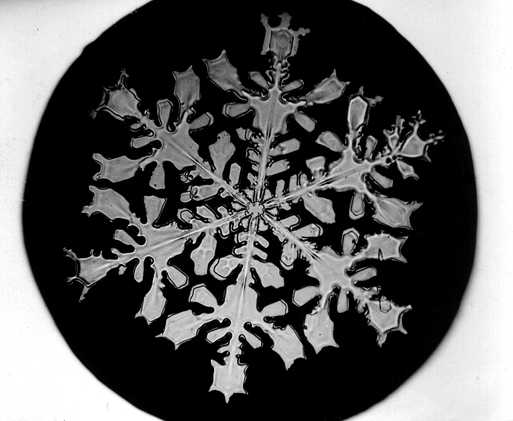
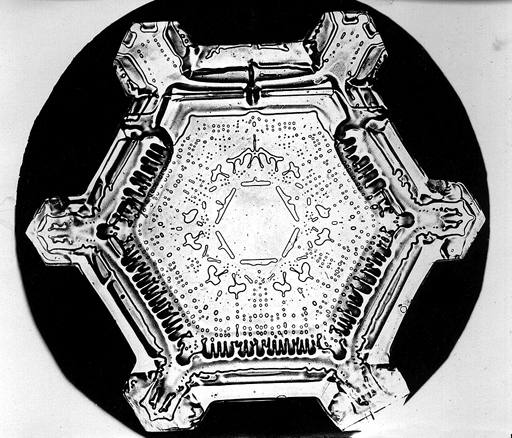
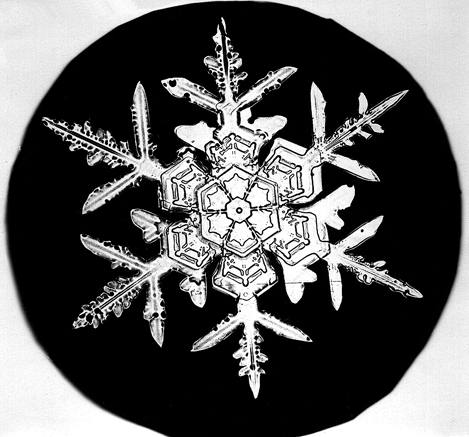
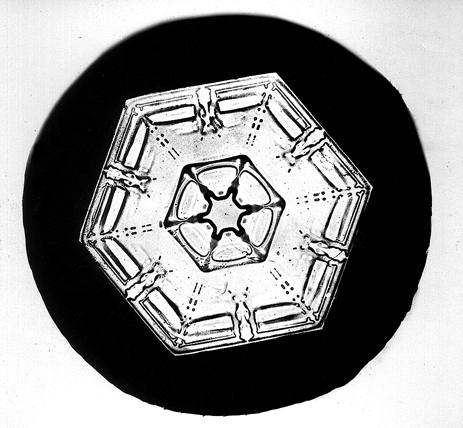
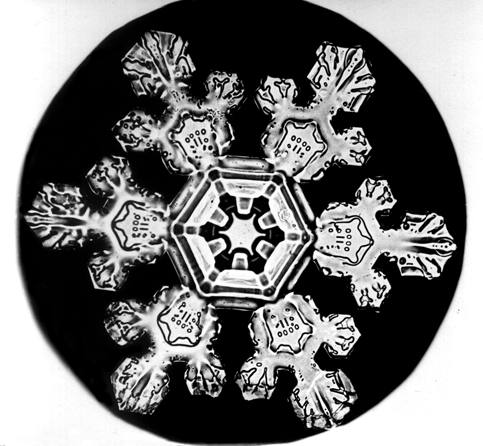
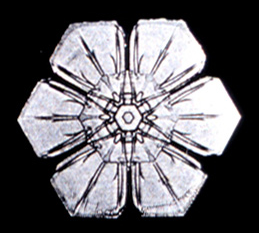

## Fordítás
Ez a szócikk részben vagy egészben  a   Snowflake című angol Wikipédia-szócikk ezen változatának fordításán alapul.  Az eredeti cikk szerkesztőit annak laptörténete sorolja fel. Ez a jelzés csupán a megfogalmazás eredetét és a szerzői jogokat jelzi, nem szolgál a cikkben szereplő információk forrásmegjelöléseként.